# Utica (Michigan)
Utica is een plaats (city) in de Amerikaanse staat Michigan, en valt bestuurlijk gezien onder Macomb County.

## Demografie
Bij de volkstelling in 2000 werd het aantal inwoners vastgesteld op 4577.
In 2006 is het aantal inwoners door het United States Census Bureau geschat op 4970, een stijging van 393 (8,6%).

## Geografie
Volgens het United States Census Bureau beslaat de plaats een oppervlakte van
4,6 km², geheel bestaande uit land. Utica ligt op ongeveer 198 m boven zeeniveau.

## Plaatsen in de nabije omgeving
De onderstaande figuur toont nabijgelegen plaatsen in een straal van 12 km rond Utica.